# 10713 Limorenko
10713 Limorenko eller 1982 UZ9 är en asteroid i huvudbältet som upptäcktes den 22 oktober 1982 av den rysk-sovjetiska astronomen Ljudmila Karatjkina vid Krims astrofysiska observatorium på Krim. Den är uppkallad efter Leonid Pavlotitj Limorenko.
Asteroiden har en diameter på ungefär tio kilometer.